# Selección femenina de fútbol de Kazajistán
La selección femenina de fútbol de Kazajistán representa a Kazajistán en las competiciones internacionales de fútbol femenino. Jugó su primer partido internacional el 24 de septiembre de 1995 contra la selección femenina de fútbol de Hong Kong, partido que terminó con empate a cero.
No ha participado aún en la Eurocopa Femenina.
Hasta el momento no ha logrado clasificarse para disputar la Copa Mundial Femenina de Fútbol, ni tampoco los juegos olímpicos.

## Estadísticas

### Copa Mundial Femenina de Fútbol
| Edición | Resultado               | Posición                | PJ                      | PG                      | PE                      | PP                      | GF                      | GC                      |
| ------- | ----------------------- | ----------------------- | ----------------------- | ----------------------- | ----------------------- | ----------------------- | ----------------------- | ----------------------- |
| 1991    | No existía la selección | No existía la selección | No existía la selección | No existía la selección | No existía la selección | No existía la selección | No existía la selección | No existía la selección |
| 1995    | No existía la selección | No existía la selección | No existía la selección | No existía la selección | No existía la selección | No existía la selección | No existía la selección | No existía la selección |
| 1999    | No clasificó            | No clasificó            | No clasificó            | No clasificó            | No clasificó            | No clasificó            | No clasificó            | No clasificó            |
| 2003    | No clasificó            | No clasificó            | No clasificó            | No clasificó            | No clasificó            | No clasificó            | No clasificó            | No clasificó            |
| 2007    | No clasificó            | No clasificó            | No clasificó            | No clasificó            | No clasificó            | No clasificó            | No clasificó            | No clasificó            |
| 2011    | No clasificó            | No clasificó            | No clasificó            | No clasificó            | No clasificó            | No clasificó            | No clasificó            | No clasificó            |
| 2015    | No clasificó            | No clasificó            | No clasificó            | No clasificó            | No clasificó            | No clasificó            | No clasificó            | No clasificó            |
| 2019    | No clasificó            | No clasificó            | No clasificó            | No clasificó            | No clasificó            | No clasificó            | No clasificó            | No clasificó            |
| 2023    | No clasificó            | No clasificó            | No clasificó            | No clasificó            | No clasificó            | No clasificó            | No clasificó            | No clasificó            |
| 2027    | Por disputarse          | Por disputarse          | Por disputarse          | Por disputarse          | Por disputarse          | Por disputarse          | Por disputarse          | Por disputarse          |
| Total   | 0/9                     | -                       | -                       | -                       | -                       | -                       | -                       | -                       |

### Copa Asiática Femenina de la AFC
| Edición     | Resultado                                               | Posición                                                | PJ                                                      | PG                                                      | PE                                                      | PP                                                      | GF                                                      | GC                                                      |
| ----------- | ------------------------------------------------------- | ------------------------------------------------------- | ------------------------------------------------------- | ------------------------------------------------------- | ------------------------------------------------------- | ------------------------------------------------------- | ------------------------------------------------------- | ------------------------------------------------------- |
| 1975        | No existía la selección                                 | No existía la selección                                 | No existía la selección                                 | No existía la selección                                 | No existía la selección                                 | No existía la selección                                 | No existía la selección                                 | No existía la selección                                 |
| 1977        | No existía la selección                                 | No existía la selección                                 | No existía la selección                                 | No existía la selección                                 | No existía la selección                                 | No existía la selección                                 | No existía la selección                                 | No existía la selección                                 |
| 1979        | No existía la selección                                 | No existía la selección                                 | No existía la selección                                 | No existía la selección                                 | No existía la selección                                 | No existía la selección                                 | No existía la selección                                 | No existía la selección                                 |
| 1981        | No existía la selección                                 | No existía la selección                                 | No existía la selección                                 | No existía la selección                                 | No existía la selección                                 | No existía la selección                                 | No existía la selección                                 | No existía la selección                                 |
| 1983        | No existía la selección                                 | No existía la selección                                 | No existía la selección                                 | No existía la selección                                 | No existía la selección                                 | No existía la selección                                 | No existía la selección                                 | No existía la selección                                 |
| 1986        | No existía la selección                                 | No existía la selección                                 | No existía la selección                                 | No existía la selección                                 | No existía la selección                                 | No existía la selección                                 | No existía la selección                                 | No existía la selección                                 |
| 1989        | No existía la selección                                 | No existía la selección                                 | No existía la selección                                 | No existía la selección                                 | No existía la selección                                 | No existía la selección                                 | No existía la selección                                 | No existía la selección                                 |
| 1991        | No existía la selección                                 | No existía la selección                                 | No existía la selección                                 | No existía la selección                                 | No existía la selección                                 | No existía la selección                                 | No existía la selección                                 | No existía la selección                                 |
| 1993        | No existía la selección                                 | No existía la selección                                 | No existía la selección                                 | No existía la selección                                 | No existía la selección                                 | No existía la selección                                 | No existía la selección                                 | No existía la selección                                 |
| 1995        | Fase de grupos                                          | 8.º                                                     | 3                                                       | 0                                                       | 2                                                       | 1                                                       | 0                                                       | 7                                                       |
| 1997        | Fase de grupos                                          | 9.º                                                     | 2                                                       | 0                                                       | 0                                                       | 2                                                       | 0                                                       | 17                                                      |
| 1999        | Fase de grupos                                          | 7.º                                                     | 4                                                       | 2                                                       | 0                                                       | 2                                                       | 16                                                      | 15                                                      |
| 2001        | No participó                                            | No participó                                            | No participó                                            | No participó                                            | No participó                                            | No participó                                            | No participó                                            | No participó                                            |
| 2003        | No participó                                            | No participó                                            | No participó                                            | No participó                                            | No participó                                            | No participó                                            | No participó                                            | No participó                                            |
| 2006 - 2022 | Pertenece a la Unión de Federaciones Europeas de Fútbol | Pertenece a la Unión de Federaciones Europeas de Fútbol | Pertenece a la Unión de Federaciones Europeas de Fútbol | Pertenece a la Unión de Federaciones Europeas de Fútbol | Pertenece a la Unión de Federaciones Europeas de Fútbol | Pertenece a la Unión de Federaciones Europeas de Fútbol | Pertenece a la Unión de Federaciones Europeas de Fútbol | Pertenece a la Unión de Federaciones Europeas de Fútbol |
| Total       | 3/20                                                    | 17.º                                                    | 9                                                       | 2                                                       | 2                                                       | 5                                                       | 16                                                      | 39                                                      |

### Eurocopa Femenina
| Edición | Resultado                                        | Posición                                         | PJ                                               | PG                                               | PE                                               | PP                                               | GF                                               | GC                                               |
| ------- | ------------------------------------------------ | ------------------------------------------------ | ------------------------------------------------ | ------------------------------------------------ | ------------------------------------------------ | ------------------------------------------------ | ------------------------------------------------ | ------------------------------------------------ |
| 1984    | No existía la selección                          | No existía la selección                          | No existía la selección                          | No existía la selección                          | No existía la selección                          | No existía la selección                          | No existía la selección                          | No existía la selección                          |
| 1987    | No existía la selección                          | No existía la selección                          | No existía la selección                          | No existía la selección                          | No existía la selección                          | No existía la selección                          | No existía la selección                          | No existía la selección                          |
| 1989    | No existía la selección                          | No existía la selección                          | No existía la selección                          | No existía la selección                          | No existía la selección                          | No existía la selección                          | No existía la selección                          | No existía la selección                          |
| 1991    | No existía la selección                          | No existía la selección                          | No existía la selección                          | No existía la selección                          | No existía la selección                          | No existía la selección                          | No existía la selección                          | No existía la selección                          |
| 1993    | No existía la selección                          | No existía la selección                          | No existía la selección                          | No existía la selección                          | No existía la selección                          | No existía la selección                          | No existía la selección                          | No existía la selección                          |
| 1995    | Pertenecía a la Confederación Asiática de Fútbol | Pertenecía a la Confederación Asiática de Fútbol | Pertenecía a la Confederación Asiática de Fútbol | Pertenecía a la Confederación Asiática de Fútbol | Pertenecía a la Confederación Asiática de Fútbol | Pertenecía a la Confederación Asiática de Fútbol | Pertenecía a la Confederación Asiática de Fútbol | Pertenecía a la Confederación Asiática de Fútbol |
| 1997    | Pertenecía a la Confederación Asiática de Fútbol | Pertenecía a la Confederación Asiática de Fútbol | Pertenecía a la Confederación Asiática de Fútbol | Pertenecía a la Confederación Asiática de Fútbol | Pertenecía a la Confederación Asiática de Fútbol | Pertenecía a la Confederación Asiática de Fútbol | Pertenecía a la Confederación Asiática de Fútbol | Pertenecía a la Confederación Asiática de Fútbol |
| 2001    | Pertenecía a la Confederación Asiática de Fútbol | Pertenecía a la Confederación Asiática de Fútbol | Pertenecía a la Confederación Asiática de Fútbol | Pertenecía a la Confederación Asiática de Fútbol | Pertenecía a la Confederación Asiática de Fútbol | Pertenecía a la Confederación Asiática de Fútbol | Pertenecía a la Confederación Asiática de Fútbol | Pertenecía a la Confederación Asiática de Fútbol |
| 2005    | No clasificó                                     | No clasificó                                     | No clasificó                                     | No clasificó                                     | No clasificó                                     | No clasificó                                     | No clasificó                                     | No clasificó                                     |
| 2009    | No clasificó                                     | No clasificó                                     | No clasificó                                     | No clasificó                                     | No clasificó                                     | No clasificó                                     | No clasificó                                     | No clasificó                                     |
| 2013    | No clasificó                                     | No clasificó                                     | No clasificó                                     | No clasificó                                     | No clasificó                                     | No clasificó                                     | No clasificó                                     | No clasificó                                     |
| 2017    | No clasificó                                     | No clasificó                                     | No clasificó                                     | No clasificó                                     | No clasificó                                     | No clasificó                                     | No clasificó                                     | No clasificó                                     |
| 2022    | No clasificó                                     | No clasificó                                     | No clasificó                                     | No clasificó                                     | No clasificó                                     | No clasificó                                     | No clasificó                                     | No clasificó                                     |
| 2025    | No clasificó                                     | No clasificó                                     | No clasificó                                     | No clasificó                                     | No clasificó                                     | No clasificó                                     | No clasificó                                     | No clasificó                                     |
| Total   | 0/14                                             | -                                                | -                                                | -                                                | -                                                | -                                                | -                                                | -                                                |

### Liga de Naciones Femenina de la UEFA
| Edición | L     | G     | Resultado    | PJ | PG | PE | PP | GF | GC |
| ------- | ----- | ----- | ------------ | -- | -- | -- | -- | -- | -- |
| 2023-24 | C     | 4     | Tercer lugar | 6  | 2  | 2  | 2  | 6  | 5  |
| Total   | Total | Total | 1/1          | 6  | 2  | 2  | 2  | 6  | 5  |

## Últimos y próximos encuentros
Actualizado al último partido jugado el 16 de julio de 2024
| Fecha      | Ciudad   | Local      | Resultado | Visitante  | Competición                     |
| ---------- | -------- | ---------- | --------- | ---------- | ------------------------------- |
| 23-11-2023 | Telki    | Kazajistán | 0:2       | Israel     | Liga de Naciones Femenina 23/24 |
| 26-11-2023 | Telki    | Israel     | 0:0       | Kazajistán | Liga de Naciones Femenina 23/24 |
| 01-12-2023 | Astaná   | Kazajistán | 0:1       | Estonia    | Liga de Naciones Femenina 23/24 |
| 05-12-2023 | Astaná   | Kazajistán | 4:1       | Armenia    | Liga de Naciones Femenina 23/24 |
| 05-04-2024 | Almaty   | Kazajistán | 0:1       | Bulgaria   | Clas. Eurocopa Femenina 2025    |
| 09-04-2024 | Bucarest | Rumania    | 1:0       | Kazajistán | Clas. Eurocopa Femenina 2025    |
| 31-05-2024 | Armavir  | Armenia    | 2:1       | Kazajistán | Clas. Eurocopa Femenina 2025    |
| 04-06-2024 | Almaty   | Kazajistán | 4:1       | Armenia    | Clas. Eurocopa Femenina 2025    |
| 12-07-2024 | Almaty   | Kazajistán | 0:2       | Rumania    | Clas. Eurocopa Femenina 2025    |
| 16-07-2024 | Sofia    | Bulgaria   | 0:0       | Kazajistán | Clas. Eurocopa Femenina 2025    |